# Lista kyrka
Lista kyrka är en kyrkobyggnad i Västra Rekarne församling i Strängnäs stift.

## Kyrkobyggnaden
Äldsta delarna av kyrkan är från 1100-talet, men har byggts om kraftigt genom århundradena. Kyrkan förlängdes åt väster och försågs med ett nytt kor, samt vapenhus. Valven slogs troligen i början av 1500-talet, på kyrkvinden finns träkonsoler som burit upp ett äldre trätak från 1200-talet. 1646 uppfördes det södra gravkoret för ätten Ridding på Vargarn, och omkring 1660 det östra för släkten Pauli på Vingesleör. Släkten Paulis gravkor fungerade bara som sådant till 1688, då altaret flyttades upp dit, sedan stängslet mellan kor och långhus tagits bort. Korets golv låg då mycket högre än övriga kyrkans, men sänktes 1821.
Grunden som kyrkan byggts på har varit instabil och 1831 var kyrkan så förfallen att Lista beviljades rikskollekt för en upprustning. Det dröjde dock till 1893 innan kyrkan kunde iståndsättas.
1926 byggdes värmekammaren på kyrkans norrsida, och 1934 gjordes en genomgripande restaurering av interiören.
Kyrkan består av ett avlångt långhus med ett tresidigt kor i öster. En sakristia finns i norr. Gravkor och vapenhus finns i söder.
Ribbingska gravkoret på kyrkans södra sida används numera som läktare.
I vapenhuset finns en runhäll med slingor i urnesstil men utan inskrift, möjligen resterna av en Eskilstunakista, den har tidigare setat inmurad ovanför dörren till kyrkan, men togs loss i samband med restaureringen 1892–1893.
Väster om kyrkan finns en klockstapel som byggdes om 1784. Stapeln är troligen betydligt äldre än så.

## Inventarier
- Dopfunten av sandsten är från 1100-talet.
- Altartavlan är målad av Gerda Höglund 1930
- Predikstolen är från 1801 och skänktes till kyrkan av Carl Erik Ridderhierta på Vargarn. Från 1821 till 1893 var den placerad över altaret. En målning på kopparplåt föreställande Kristus, den helige Hieronymus och den heliga Katarina är ett polskt arbete från omkring 1600.
- I kyrkan finns tre små tavlor målade på kopparplåt, även dessa skänkta till kyrkan omkring 1800 av Carl Erik Ridderhierta på Vargarn.
- Av kyrkans ljuskronomr är en skänt av överste Johan Kuhlhielm på Vargarn och hans hustru Christina Reutercrants, av de övriga är två från 1700-talet och två från 1800-talet. I kyrkan finns även en femarmad ljusstake i malm från 1500-talet.

## Kyrksilver
En silverkalk har tagits som krigsbyte av Zackarias Pauli på Vingsleör 1626. En patén har troligen samma ursprung och pryds med Zackarias Paulis och Brita Hårds initialer, men skall ha skänkts till kyrkan först 1660. Dopskålen som även den skänktes 1660 pryds med ätten Paulis vapen och initialerna Z.P., syftandes på Zackarias Pauli den yngre. Kyrkans vinkanna är tillverkad 1804 av Lars Öberg i Eskilstuna, av silvret från en äldre silverkanna som då smältes ned. Den äldre kannan hade skänkts till kyrkan 1651 av änkefru Elisabet Kyle på Vargarn. En brudkrona av Bolidenguld, prydd med akvamariner, turmaliner och safirer skänktes 1939 till kyrkan av Lista-flickornas syförening, den är tillverkad av Hallbergs Guldsmeds AB i Stockholm.

### Orgel
- På 1700-talet flyttades en orgel hit från Gillberga kyrka. Orgeln var troligen byggd under 1500-talet och ombyggd 1696 av Georg Hum, Norrköping, den hade 7 stämmor.
- 1876 bygger Åkerman & Lund, Stockholm en orgel med 5 stämmor.
- 1934 bygger Olof Hammarberg, Göteborg en orgel med 13 stämmor, 2 manualer och pedal.
- 1976 bygger Åkerman & Lund Orgelbyggeri, Knivsta en mekanisk orgel till kyrkan.

| Bröstverk I      | Huvudverk II      | Pedal      | Koppel |
| Gedackt 8´       | Principal 8´      | Subbas 16´ | I/P    |
| Rörflöjt 4´      | Rörflöjt 8´       | Gedackt 8´ | II/P   |
| Principal 2´     | Oktava 4´         |            | II/I   |
| Quinta 1 1/3'    | Gedacktflöjt 4'   |            |        |
| Cornett III chor | Spetsflöjt 2'     |            |        |
|                  | Mixtur IV chor    |            |        |
|                  | Crescendosvällare |            |        |

## Bilder

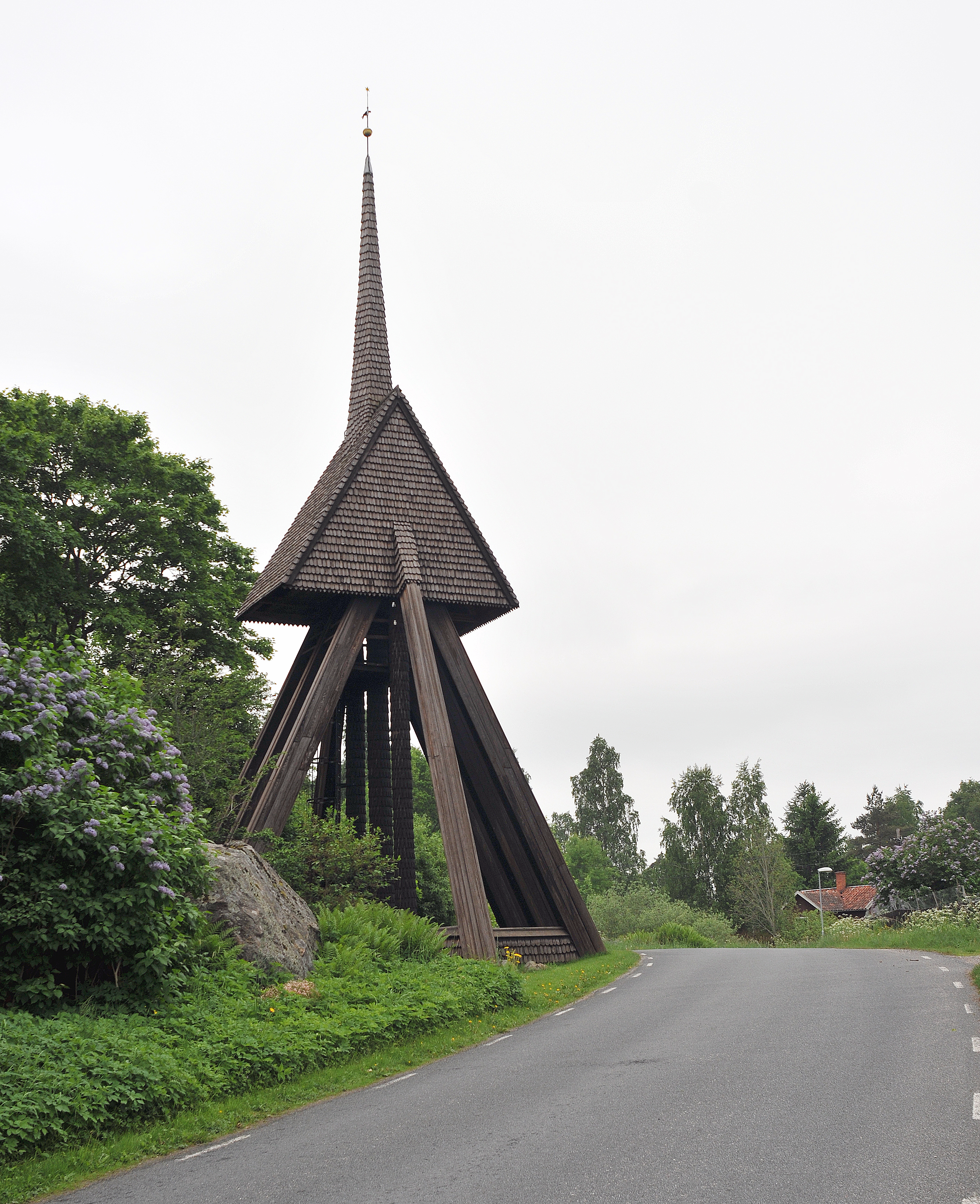
Klockstapeln från 1784.
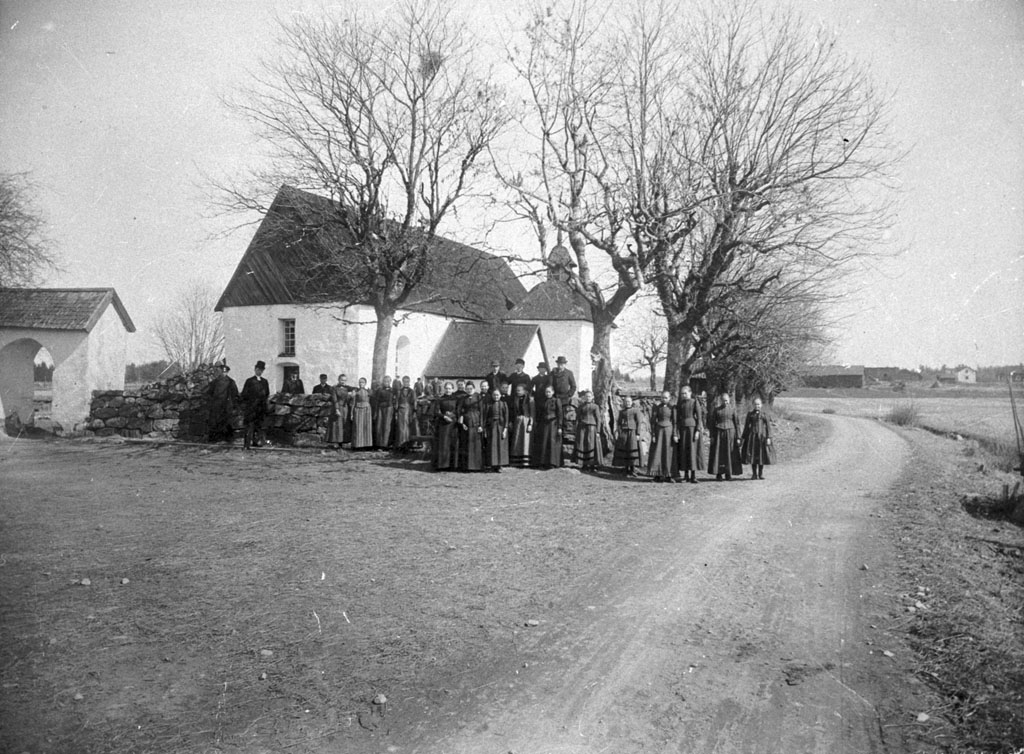
Lista kyrka 1890.